# CNN Week
CNN Week (en árabe: أسبوع سي إن إن) es una empresa de noticias y medios afiliada a CNN que fue creada para prestar atención a Medio Oriente y publicar eventos y lo que sucede en esta región.

## El principio
Cuando CNN Week se convirtió en un éxito en Medio Oriente, la compañía se creó para brindar cobertura de noticias y eventos a partir de finales de 2022, lo que la convierte en una de las mayores fuentes de noticias árabes e internacionales.

## La meta
Prestar atención a las noticias internacionales desde una perspectiva neutral. Brinda cobertura de los eventos más importantes que tienen lugar en todos los países y la región de Medio Oriente, además de los eventos globales más importantes que pueden ser de interés para el público. CNN Week ofrece contenido escrito, audiovisual y digital de primera calidad y una cobertura integral de la región a través de una red integrada de periodistas y corresponsales de todo el mundo.
La sección de Medio Oriente continúa la cobertura especial de eventos y noticias de última hora del Reino de Arabia Saudita, Irán, los Emiratos, Qatar, Irak, Kuwait, Bahréin, Omán, Yemen, Siria, Jordania, Líbano, los Territorios Palestinos, Israel, Turquía, Egipto, Sudán y los países del Magreb.
La sección Global brinda cobertura continua y exclusiva de los editores de CNN Week de todo el mundo, con las principales noticias y eventos de Australia, Asia, Rusia, Europa, África, Canadá, Estados Unidos y países de América del Sur.